# Vertrag von Chaguaramas
Der Vertrag von Chaguaramas wurde am 4. Juli 1973 von den karibischen Staaten Barbados, Guyana, Jamaika und Trinidad und Tobago in Chaguaramas zur Verbesserung der wechselseitigen Zusammenarbeit unterzeichnet. Chaguaramas ist eine Region auf Trinidad, die westlich der Hauptstadt Port of Spain liegt.

## Vertragsinhalt
Das Hauptanliegen des Vertrages war die Gründung der Karibischen Gemeinschaft (CARICOM) und die Absichtserklärung, einen gemeinsamen Markt zu schaffen (Caribbean Common Market). Außerdem wurden eine Abstimmung der Außenpolitik der Unterzeichnerstaaten vereinbart sowie ein Regelwerk zur Beilegung von Streitfällen untereinander. Im Artikel 2 des Vertrages wurden die übrigen karibischen Staaten zum Beitritt eingeladen, ebenso – nach Erlangung ihrer Unabhängigkeit – die damals noch vom Vereinigten Königreich abhängigen Kolonien und Hoheitsgebiete.

## Geschichte
Im Jahr 2001 unterzeichneten die Regierungschefs einen neuen Vertrag, mit dem sich die Unterzeichnerstaaten verpflichteten, am Aufbau eines gemeinsamen Wirtschaftsraumes (CARICOM Single Market and Economy) für die Karibische Gemeinschaft mitzuwirken. Zudem wurde das Verfahren zur Beilegung von Streitfällen fortgeschrieben.